# No Promises...No Debts
Albums de Golden Earring
Grab It for a Second
(1978) Prisoner of the Night
(1980)
No Promises...No Debts, sorti en 1979, est le quinzième album du groupe de hard rock néerlandais Golden Earring, « le groupe de rock le plus ancien et le plus couronné de succès que les Pays-Bas aient jamais produit », surnommé les « Hollandais Volants ».

## Accueil critique
Le site AllMusic attribue 3 étoiles à l'album. Le critique musical Donald A. Guarisco d'AllMusic souligne que « Après la tentative de crossover confuse de Grab It for a Second, Golden Earring s'est regroupé dans sa Hollande natale pour enregistrer cet album. Cette fois, le guitariste George Kooymans a pris les rênes de la production et tous les membres du groupe ont collaboré à l'écriture de l'album. Les chansons sont plus accrocheuses et les épopées complaisantes sont reléguées au second plan, au profit de chansons courtes d'environ trois minutes. En conséquence, No Promises...No Debts poursuit la direction hard rock des derniers albums mais parvient à conserver la personnalité distinctive de Golden Earring, même s'il pousse le groupe dans une direction plus commerciale ». Et Guarisco de conclure que No Promises...No Debts est « un album élégant et cohérent de hard rock à saveur pop qui plaira aux fans de Golden Earring comme à l'auditeur occasionnel ».

Golden Earring
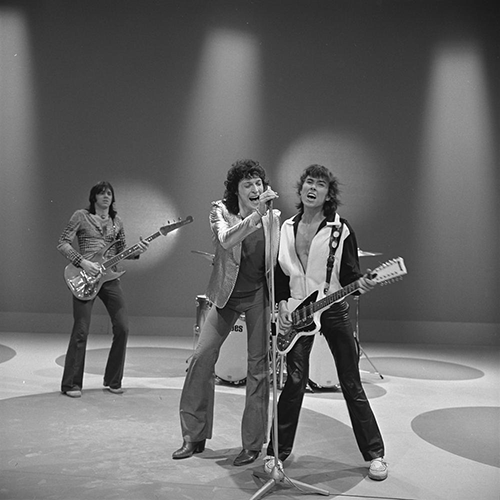
Rinus Gerritsen, Barry Hay et George Kooymans.
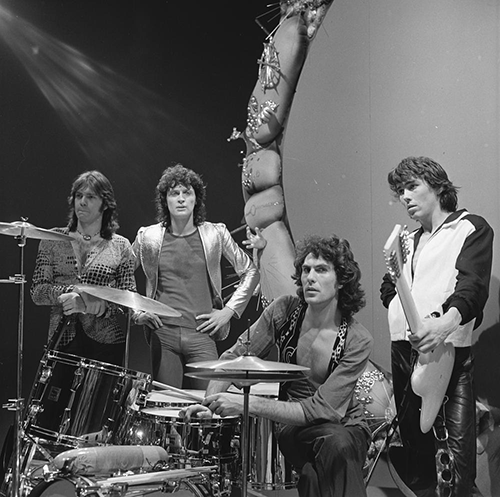
Rinus Gerritsen, Barry Hay, Cesar Zuiderwijk et George Kooymans.

## Liste des morceaux
Tous les morceaux ont été composés par Kooymans, Hay, Gerritsen et Zuiderwijk.
1. Heart Beat – 3:00
2. Need Her – 3:08
3. Sellin' Out – 3:47
4. Snot Love in Spain – 3:52
5. Save Your Skin – 6:44
6. D Light – 3:54
7. Tiger Bay – 3:20
8. Weekend Love – 4:15
9. Don't Close the Door – 3:30
10. Don't Stop the Show – 2:40
11. By Routes – 2:56

## Musiciens

### Golden Earring
- George Kooymans : guitare, synthétiseur, chant
- Barry Hay : chant , guitare
- Rinus Gerritsen : guitare basse
- Cesar Zuiderwijk : batterie

### Musiciens additionnels
- John Lagrand : harmonica